# Детектив Нэш Бриджес
«Детектив Нэш Бри́джес» (англ. Nash Bridges) — американский детективный телесериал, созданный Карлтоном Кьюзом. Премьера первой серии состоялась 29 марта 1996 года на канале CBS.

## Описание
Актёр и продюсер сериала Дон Джонсон играет главу отдела специальных расследований, лейтенанта (затем — капитана) Нэша Бриджеса. Формально его отдел приписан к полиции Сан-Франциско, но по сути занимается расследованием самых сложных дел.
Расследовать порученные его ведомству дела Нэшу помогает друг и напарник Джо Домингес (Чич Марин), компьютерный гений Харви Лик (Джефф Перри) и не в меру амбициозный Эван Кортес (Хайме Гомес). Также в сериале периодически появляются второстепенные непостоянные сотрудники.
В сюжете сериала присутствуют отец Нэша Ник (Джеймс Гэммон) и дочь Кэссиди (Джоди Лин О’Киф).

## Съёмки
Съёмки сериала велись в районе залива у Сан-Франциско, а также и на улицах города, включая Эмбаркадеро и пирсы с 30 по 32. Находящийся неподалёку Трежер-Айленд был использован в качестве штаб-квартиры для шоу. Для производства сериала было задействовано несколько сотен местных рабочих, в том числе плотники, электрики, декораторы, техники реквизита, сценические артисты, менеджеры, водители, операторы, инженеры специальных эффектов, звукооператоры, гримёры, парикмахеры и волонтёры. Затраты на производство составляли почти 2 миллиона долларов за эпизод. Премьера шоу в США состоялась 29 марта 1996 года в 22:00 на канале CBS.
Продюсерами первых 4-х сезонов шоу были Don Johnson Company и Carlton Cuse Productions в сотрудничестве с Rysher Entertainment. В 1999 году Paramount Television Network, после приобретения компании Rysher, продолжил работу над сериалом.
За всё время показа в качестве заглавной темы сериала использовались 3 разные мелодии. В первом сезоне использовалась в основном инструментальная мелодия. В сезонах 2-5 использовалась тема известной песни «I got a friend in you to lead me out of the cold». В 6 сезоне тема была снова изменена, использовалась в основном инструментальная музыка в стиле техно.

## Окончание съёмок
Шестой сезон сериала «Детектив Нэш Бриджес» стал последним, однако шоу получило хороший рейтинг от Nielsen. После битвы рейтингов вечера пятницы, в которой он проиграл сериалу «Закон и порядок: Специальный корпус», выходившему на канале NBC, шоу было закрыто. Компания Paramount Network Television пришла к выводу, что 2 миллиона долларов за эпизод это слишком много. Телеканал CBS надеялся на седьмой сезон Нэша Бриджеса, но Paramount не была готова платить, хотя в то время как CBS, так и Paramount владела компания Viacom. Другим фактором, который также привел к окончанию сериала, было то, что Дон Джонсон хотел уйти из него.
В 2021 году телекомпания USA Network выпустила полнометражный фильм «Нэш Бриджес» в котором снялись Дон Джонсон и Чич Марин.

## Главные персонажи
| Актёр               | Персонаж | Годы      |
| ------------------- | --- | --------- |
| Дон Джонсон         | Инспектор, впоследствии капитан Нэш Бриджес. Опытный инспектор полиции; возраст за 40 лет, пожизненно предан полиции Сан-Франциско. Имеет фотографическую память и привычку называть всех словом «Бабба» (Bubba — для русской версии было переведено как Бубба (в некоторых переводах — «приятель») по понятным соображениям) или «Сестрёнка». Его личная жизнь не уравновешена — начиная с двух его разводов и заканчивая отношениями с престарелым отцом, которого он опекает, и взрослеющей дочерью. Нет покоя и в профессиональном плане. Фокусник-любитель, владеет трюками с наручниками и другими предметами. Автомобиль Нэша — жёлтый Plymouth Barracuda, доставшийся ему от пропавшего на Вьетнамской войне брата — узнаваемый визуальный элемент сериала. Единственный персонаж, появляющийся во всех 122 эпизодах. | 1996—2001 |
| Чич Марин           | Инспектор, впоследствии лейтенант Джо Домингес. В начале сериала — просто инспектор. Возможно, подал в отставку специально, чтобы стать партнёром Нэша. Супруга — Ингер, по национальности шведка. Дети — дочь Люсия (живёт с родителями), старший взрослый сын Джей-Джей (живёт отдельно). Характер беззаботный, часто блещет остроумием как на месте преступления, так и вообще в жизни. Постоянно ввязывается во всевозможные схемы быстрого обогащения, часто с целью показать независимость от Нэша; все эти попытки заканчиваются неудачно. Подробности отношений Нэш-Домингес (и ответ на вопрос, почему они такие близкие друзья) обнаруживаются в ходе сериала: когда-то Домингес, молодой полицейский с блестящим будущим, разрушил свою служебную репутацию, будучи пойманным при вождении в нетрезвом виде. Позже выясняется, что его партнёр Нэш был единственным человеком, который был рядом с ним в то время и поручился за него перед руководством. В последующих сезонах Нэш и Джо создают частное детективное агентство, чтобы зарабатывать дополнительные деньги. | 1996—2001 |
| Джеймс Гэммон       | Ник Бриджес, отец Нэша. Отставной военный, награждён «Морским крестом» за подвиг, совершённый при обороне Перл-Харбора. Страдает болезнью Альцгеймера, живёт вместе с Нэшем, который является его опекуном. Иногда попадает в некоторые незначительные неприятности, которые вынуждают Нэша отвлекаться от работы и спасать его. Также имеет склонность к участию в сомнительных схемах быстрого обогащения на пару с Джо Домингесом. Ник страдает старческим маразмом, чем на протяжении всего сериала частенько пользуется. Отец показал явное предпочтение старшему сыну, Бобби Бриджесу, чем Нэшу. Бобби Бриджес без вести пропал во время войны во Вьетнаме. Однако впоследствии выясняется оказалось, что тот жив и стал там наркокоролём. | 1996—2001 |
| Джоди Лин О’Киф     | Кэссиди Бриджес, дочь Нэша. 20-летняя (к концу сериала) дочь Нэша. Изначально стремилась быть актрисой и пробовала играть в театре. Имела отношения с Эваном Кортесом, которые в определённый момент разладились; после примирения она собиралась выйти за него замуж. Эван был убит при задержании преступника, это вдохновило Кэссиди присоединиться к полиции Сан-Франциско. Она была назначена в отдел под командование своего отца (в реальной жизни такое маловероятно). К концу сериала Кэссиди переезжает в Париж, чтобы быть со своей матерью. | 1996—2001 |
| Джефф Перри         | Инспектор Харви Лик. Специалист в электронике. Жена ушла от него после пяти с половиной лет брака из-за его приверженности к работе в полиции. Лучший друг Эвана и один из команды Нэша. Очень увлечён своим автомобилем Ford Ranchero 72-го года, который появляется в сериале почти так же часто, как и Barracuda Нэша, до тех пор, пока автомобилю не был нанесен непоправимый ущерб в перестрелке. | 1996—2001 |
| Хайме Гомес         | Инспектор Эван Кортес. Лучший друг Харви и самый молодой в команде Нэша. Нэш предложил ему вернуться работать вместе с Джо в начале сериала. Эван напоминал Нэшу самого себя, каким он был когда-то давным-давно. Имел бурные отношения с Кэссиди, прошёл через болезненный период после разрыва с ней и, потеряв работу (Нэш отстранил Эвана за постоянные нарушения дисциплины), пьянствовал, дрался, попадал в полицию, связался с проституткой и вообще всячески деградировал, затем с помощью Джо Домингеса и благодаря собственным усилиям восстановился, пройдя 12-шаговую антиалкогольную программу. Эван и Кэссиди помирились и планировали провести свадьбу в Лас-Вегасе. Погиб в перестрелке в конце пятого сезона. Персонаж появляется во всех эпизодах, кроме шести серий первого и пятого сезона. | 1996—2000 |
| Кэри-Хироюки Тагава | Лейтенант Эй Джей Шимамура. Бывший полицейский начальник, который тесно сотрудничает с Нэшем и его отделом как коллега и друг. Гаваец Эй Джей остался верным своему обещанию, что если его не произведут в капитаны, то он вернётся на родные Гавайи. Персонаж появляется в 9 эпизодах. | 1996      |
| Мэри Мара           | Инспектор Брин Карсон. Единственная женщина — член отдела Нэша. Часто работает под прикрытием, когда в деле необходима роль женщины. О ней мало что известно, кроме того, что очень успешна в романтическом плане. Оставляет отдел без объяснения причин и больше в сериале не появляется. | 1996—1997 |
| Келли Ху            | Инспектор Мишель Чен. Амбициозная женщина-инспектор, которую Нэш берет под своё крыло как протеже. Была убита у себя дома в эпизоде, где убийца ищет славы в средствах массовой информации. Нэш убил убийцу Мишель из мести; затем он утверждал, что сделал это в качестве самообороны, и его коллеги подтвердили это. | 1997—1998 |
| Ясмин Блит          | Инспектор Кейтлин Кросс. У неё напряженные отношения с Нэшем, граничащие с профессионализмом и персонализмом. Кейтлин первоначально пришла в отдел в качестве проверяющего инспектора из отдела внутренних расследований. Пыталась уличить Нэша и его отдел в нарушениях законности (безуспешно, ясное дело), но со временем присоединилась к основной команде. У неё был короткий роман с Нэшем, который закончился, когда она уехала, чтобы помочь своей сестре в Вашингтоне. | 1998—2000 |
| Венди Мониз         | Инспектор Рейчел Маккейб. Первоначально была полицейским, работающей под прикрытием для раскрытия дел с коррумпированностью внутри полиции. Рэйчел влюбилась в Нэша и всячески его боготворила как профессионала и как человека, чем пытались воспользоваться коллеги-недоброжелатели Нэша. Через наивность Рэйчел были предприняты попытки фальсифицировать документацию отдела и тем самым подставить Нэша. В итоге Рэйчел это поняла и сама сдалась Нэшу. За свои действия была привлечена к ответственности и в итоге попала в тюрьму. Нэш, с учётом отношения Рэйчел к нему и его к Рэйчел, простил её за этот поступок. | 2000—2001 |
| Кресс Уильямс       | Инспектор Антуан Бэбкок. Был принят в отдел на место Эвана Кортеса, убитого при исполнении служебных обязанностей. Антуан спас отдел от взрыва, когда с Харви Ликом расследовал серию взрывов. Он предпочитает держаться подальше от выяснений отношений в личной жизни, но очень активен в работе. Он становится близким другом Харви, когда Харви убеждает его помириться с его отцом, умирающим преступником. Периодически страдает от эпилептических припадков. | 2000—2001 |

## Второстепенные персонажи

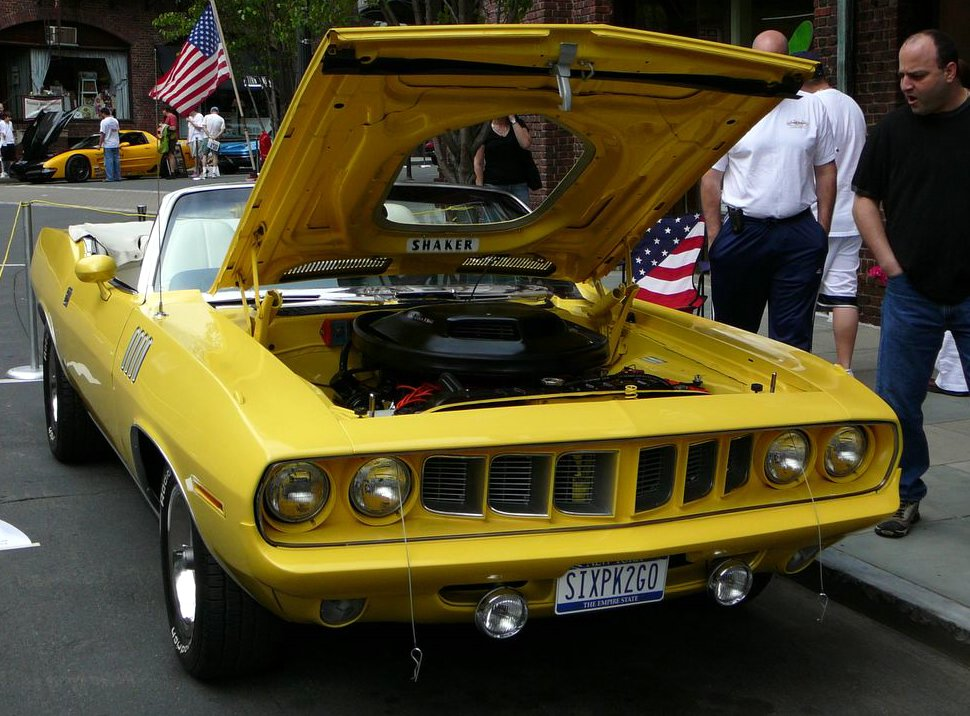
На такой Барракуде Нэш расследовал преступления

| Актёр              | Персонаж |
| ------------------ | --- |
| Кэролайн Лагерфелт | Ингер Домингес, вторая жена Джо. |
| Анджела Дорманн    | Стэйси Бриджес, сестра Нэша. Помощник окружного прокурора Сан-Франциско. |
| Аннетт О’Тул       | Лиза Бриджес, первая жена Нэша, мать Кэссиди. Талантливый повар, признанный в Париже, где и проживает.                                                                                             |
| Дэниел Робук       | Инспектор Рик Беттина. Глупый коллега Нэша. Его отчим — шеф полиции Сан-Франциско. Был пойман Нэшем при попытке украсть деньги полицейского пенсионного фонда.                                     |
| Трейси Уолтер      | Ангел. Престарелый добродушный бродяга, ходящий в белых одеждах и с большими крыльями за спиной. Наделен некими экстрасенсорными способностями.                                                    |
| Патрик Фишлер      | Пепе. Гей, уверенный на протяжении всего сериала, что Нэш и Джо — пара. |
| Стив Остин         | Детектив Джек Кейдж. Полицейский-громила качкообразного типа, решающий все служебные вопросы применением физической силы. Когда-то работал в отделе Нэша, который был его полицейским наставником. |
| Кристиан Дж. Меоли | Боз Бишоп. Богатый наследник, предпочитающий сам зарабатывать на хлеб, вести безалаберный и независимый образ жизни спекулянта. Секретарь детективного агентства Нэша и Джо.                       |
| Стивен Ли          | Тони Би, бестолковый преступник-аферист, периодически появляющийся в сериале. |

## Трансляция
В постсоветских странах, вначале показа сериала, была допущена ошибка в переводе. В программах телепередач на неделю, название фильма было такое — Мосты Неша.

### Телевизионные рейтинги
| Сезон | Кол-во эпизодов | Первый эпизод сезона  | Первый эпизод сезона          | Последний эпизод сезона | Последний эпизод сезона       | Средняя аудитория (в миллионах) |
| Сезон | Кол-во эпизодов | Дата                  | Кол-во зрителей (в миллионах) | Дата                    | Кол-во зрителей (в миллионах) | Средняя аудитория (в миллионах) |
| ----- | --------------- | --------------------- | ----------------------------- | ----------------------- | ----------------------------- | ------------------------------- |
| 1     | 8               | 29 марта 1996 года    | 14,1                          | 7 мая 1996 года         | 8,3                           | '                               |
| 2     | 23              | 13 сентября 1996 года | 9,9                           | 2 мая 1997 года         | 11,0                          | '                               |
| 3     | 23              | 19 сентября 1997 года | '                             | 15 мая 1998 года        | 12,0                          | '                               |
| 4     | 24              | 17 июля 1998 года     | '                             | 14 мая 1999 года        | 12,45                         | '                               |
| 5     | 22              | 24 сентября 1999 года | 8,7                           | 19 мая 2000 года        | '                             | '                               |
| 6     | 22              | 6 октября 2000 года   | 14,2                          | 4 мая 2001 года         | 9,1                           | '                               |